# Ца (тибетская буква)

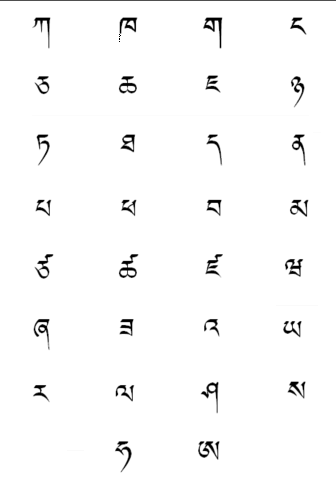

Ца — 17-я буква тибетского алфавита. В большинстве транскрипций - ца, у Рериха - цза. В слоге может быть только слогообразующей буквой. Графически — это буква ча с контактным диакритическим знаком ца-тхру.
Числовое значение: ца - 17, ци - 47, цу - 77, це - 107, цо - 137.
В словаре раздел буквы ца занимает около двух процентов.

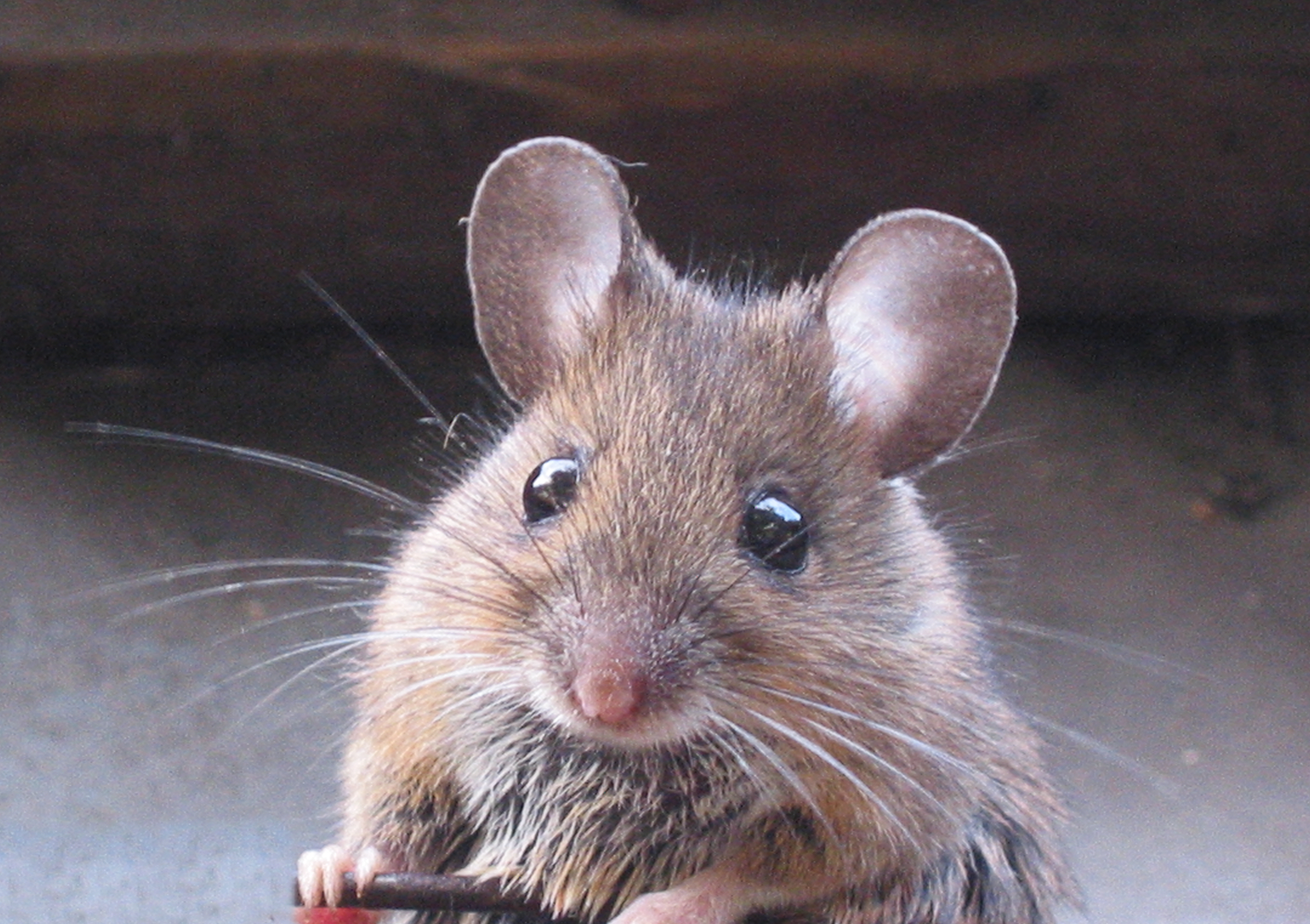
Цици —  - мышь
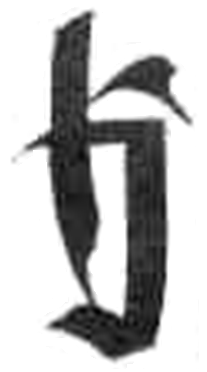
Ца рукописный (умэ)
Ца пхакпа

Таблица порядка инициалей в словаре.
| Инициаль | Дакчха      | Пример        | Комментарий        |
|          | Ца          | Цампа         |                    |
|          | Гаоцаца     | Цё - антилопа |                    |
|          | Баоцаца     |               |                    |
|          | Рацатаца    |               |                    |
|          | Сацатаца    |               | Малоупотребительна |
|          | Баорацатаца |               |                    |
|          | Баосацатаца |               | Малоупотребительна |